# Sierra de Gomas
La Sierra de Gomas es una montaña en los municipios de Bustamante, Villaldama, Salinas Victoria, Mina; estado de Nuevo León, México. La cumbre alcanza los 2,212 metros sobre el nivel del mar, con 1,510 metros de prominencia. El pico Cabeza de León está representado en el escudo municipal de Bustamante. La montaña forma parte de la Sierra Madre Oriental. La cresta tiene aproximadamente 45 km de largo con orientación de nornoroeste a sursureste. La montaña está rodeada por la Sierra Morena, el Cañón de San Lorenzo, el Valle de Boca de Leones (Villaldama), la Sierra de Milpillas, la Sierra de Minas Viejas, la Sierra de Enmedio y las llanuras del municipio de Mina.

## Características

### Climatología
Los climas en la región son semiárido cálido (BSh) y semiárido frío (BSk).

### Flora
El ecosistema en la mayor parte del área es matorral xerófilo con los tipos de vegetación Matorral desértico rosetófilo, Matorral submontano y Bosque de encino. Están presentes especies como:
- Gobernadora Larrea tridentata
- Cenizos Leucophyllum sp.
- Magueyes Agave sp.
- Ocotillo Fouquieria splendens
- Biznaga Ariocarpus trigonus
- Chautle Ariocarpus retusus
- Falsos Peyotes Astrophytum sp.
- Biznaga Blanca Chilona Epithelantha micromeris
- Biznaguitas Neolloydia sp.
- Tasajillos Peniocereus sp.
- Cactus Wilcoxia sp.

### Fauna
- Puma Puma concolor
- Pecarí de Collar Pecarit ajacu
- Zorra Gris Urocyon cinereoargenteus
- Coyote Canis latrans
- Rata cambalachera Neotoma albigula
- Ratón Tobillo Blanco Peromyscus pectoralis
- Murciélago Cola Suelta Brasileño Tadarida brasiliensis
- Murciélago Trompudo Choeronycteris mexicana (Amenazada)
- Murciélago Magueyero Mayor Leptonycter isnivalis (Amenazada)
- Ardilla Zorro Sciuru sniger
- Venado de Cola Blanca Odocoileus virginianus
- Musaraña de Sierra del Carmen Sorex milleri (Sujeta a protección especial)
- Pipistrelo del Oeste Americano Pipistrellus hesperus
- Calandria Dorso Negro Menor Icterus cucullatus
- Zacatonero Garganta Negra Amphispiza bilineata
- Centzontle Norteño Mimus polyglottos
- Cardenal Desértico Cardinalis sinuatus
- Carbonero Cresta Negra Baeolophus atricristatus
- Cardenal Rojo Cardinalis cardinalis
- Colorín Morado Passerina versicolor
- Papamoscas Cenizo Myiarchus cinerascens
- Papamoscas Fibí Sayorni sphoebe
- Aguililla de Swainson Buteos wainsoni (Sujeta a protección)
- Lagartija de Collar del Altiplano Crotaphytus collaris (Amenazada)
- Lagartija Espinosa del Noreste Sceloporus olivaceus
- Lagartija Espinosa de Couch Sceloporus couchii
- Lagartija Espinosa Azul Sceloporus cyanogenys
- Lagartija Espinosa del Mezquite Sceloporus grammicus (Sujeta a protección especial)
- Lagartija Espinosa de Las Cercas Sceloporus cowlesi
- Lagartija Espinosa de Cañón Sceloporus merriami
- Huico Marmoleado Aspidoscelis marmorata
- Huico Pinto del Noreste Aspidoscelis gularis
- Alicantes Pituophis catenifer
- Tortuga del Desierto de Tamaulipas Gopherus berlandieri (Amenazada)
- Tortuga Pecho Quebrado Amarilla Kinosternon flavescens
- Cascabel de Diamantes Crotalus atrox (Sujeta a protección especial)
- Culebra de Nariz Larga Rhinocheilus lecontei

### Edafología
Predomina el Leptosol lítico y también se encuentra Calcisol pétrico.

## Historia
En 1906 Juan Gómez Cázares, un campesino de Bustamante; mientras buscaba palmito, encontró la entrada a una cueva, y al explorar se encontró con que había varias galerías, que se llegaron a conocer como Grutas del Palmito y actualmente son mejor conocidas como Grutas de Bustamante.
El 21 de enero de 2017 falleció el empresario y filántropo Fernando Maiz Garza al desplomarse el helicóptero en el que se trasladaba en la Sierra de Gomas. También murió el piloto Macario Beltrán. Ese día se registraron fuertes vientos en la región.
El 4 de octubre de 2016 una avioneta Cessna 206H piloteada por Gustavo Montes de Oca y que llevaba al pasajero Héctor Ramírez, despegó del Aeropuerto Internacional del Norte y se esperaba que regresara al mismo aeropuerto, después de algunas horas se perdió contacto con la aeronave. Después de una intensa búsqueda los restos de la aeronave fueron localizados en la Sierra de Gomas a 2,070 m s. n. m., en límites de Salinas Victoria con Villaldama. Por las características del terreno se descartó realizar rescate de los cuerpos.
En julio de 2018, La Asociación Civil Mundo Sustentable presentó el documento «Estudio Técnico Justificativo para la declaratoria de la Sierra de Bustamante, como Monumento Natural Estatal en el municipio de Bustamante Nuevo León». con la intención de promover la declaratoria de la Sierra de Bustamante como área natural protegida del tipo «Monumento Natural Estatal». Este documento usa la delimitación de la Región Terrestre Prioritaria Sierra de Bustamante «RTP-77», que incluye la Sierra de Gomas, la Sierra Morena, el Cerro La Ventana, el Cerro Boludo y el valle que queda entre estas montañas; en los municipios de Bustamante, Lampazos, Mina, Salinas Victoria, Villaldama y Candela; este último en el estado de Coahuila.
El 2 de agosto de 2018, Protección Civil de Nuevo León reportó un incendio forestal en el Ejido «El Potrero» en la Sierra de Gomas, en el municipio de Villaldama. Un helicóptero participó en las labores para sofocar el incendio que duró varios días y consumió al menos 20 hectáreas de matorral bajo y hojarasca.

## Deportes de Montaña
Las características de la sierra la permiten la práctica del senderismo, montañismo, ciclismo de montaña, espeleísmo y carrera de montaña; aunque, se cree que esta sierra aún no ha sido explorada completamente. El Pico Cabeza de León y el Pico Herlinda son las rutas de montañismo más conocidas en esta montaña.